# Кент-Сіті (Мічиган)
Кент-Сіті (англ. Kent City) — селище (англ. village) в США, в окрузі Кент штату Мічиган. Населення — 1262 особи (2020).

## Географія
Кент-Сіті розташований за координатами 43°13′25″ пн. ш. 85°45′22″ зх. д. / 43.22361° пн. ш. 85.75611° зх. д. (43.223710, -85.756090).  За даними Бюро перепису населення США в 2010 році селище мало площу 3,42 км², з яких 3,42 км² — суходіл та 0,00 км² — водойми.

## Демографія
Згідно з переписом 2010 року, у селищі мешкало 1057 осіб у 373 домогосподарствах у складі 268 родин. Густота населення становила 309 осіб/км².  Було 407 помешкань (119/км²).
Расовий склад населення:
| - 88,8 % — білих - 0,9 % — чорних або афроамериканців - 0,3 % — корінних американців - 0,2 % — азіатів - 7,7 % — осіб інших рас |

До двох чи більше рас належало 2,1 %. Частка іспаномовних становила 17,8 % від усіх жителів.
За віковим діапазоном населення розподілялося таким чином: 30,7 % — особи молодші 18 років, 61,6 % — особи у віці 18—64 років, 7,7 % — особи у віці 65 років та старші. Медіана віку мешканця становила 30,6 року. На 100 осіб жіночої статі у селищі припадало 93,2 чоловіків;  на 100 жінок у віці від 18 років та старших — 93,4 чоловіків також старших 18 років.
Середній дохід на одне домашнє господарство  становив 43 611 долар США (медіана — 39 750), а середній дохід на одну сім'ю — 50 659 доларів (медіана — 46 389). Медіана доходів становила 36 250 доларів для чоловіків та 28 750 доларів для жінок. За межею бідності перебувало 28,7 % осіб, у тому числі 36,7 % дітей у віці до 18 років та 9,0 % осіб у віці 65 років та старших.
Цивільне працевлаштоване населення становило 427 осіб. Основні галузі зайнятості: виробництво — 22,7 %, освіта, охорона здоров'я та соціальна допомога — 19,0 %, роздрібна торгівля — 11,0 %, мистецтво, розваги та відпочинок — 10,8 %.